# Hochschule Halmstad
Die Hochschule Halmstad (schwedisch: Högskolan i Halmstad) ist eine staatliche Hochschule in der Stadt Halmstad in Schweden mit 10 674 Studenten (2017) und 616 Angestellten (2017).
Die Hochschule Halmstad wurde 1983 gegründet und gliedert sich in vier Akademien; Rektor der Hochschule ist seit dem Jahr 2017 Stephen Hwang.